# Course à l'investiture
Une course à l'investiture est un suffrage à un ou plusieurs tours organisé par un parti politique. Elle a pour but d'élire le chef de ce parti ou de désigner le candidat du parti à une élection officielle. Selon le système démocratique en vigueur, cette course prend différentes formes[Lesquelles ?],,,,,. 